# Provirus
Un provirus è un genoma virale che si è integrato nel DNA della cellula ospite, in modo tale che quest'ultima non venga distrutta ma, allorché si duplica, lo trasmetta alle cellule figlie.
Fra gli esempi noti di provirus si annoverano i profagi e i retrovirus. Questi ultimi quando penetrano in una cellula ospite trascrivono il proprio RNA in DNA utilizzando la transcriptasi inversa; il DNA ottenuto verrà poi integrato nel genoma della cellula ospite mediante una integrasi.

## Storia
Nel 1961 fu osservato che l'informazione genetica del virus del sarcoma di Rous (RSV) fosse contenuta nell'RNA e non nel DNA come previsto dal dogma centrale della biologia molecolare. Le cellule trasformate dall'RSV mantenevano tuttavia le proprie caratteristiche stabilmente attraverso numerosi cicli mitotici. Ciò spinse nel 1962 Howard Martin Temin ad ipotizzare che l'RNA dell'RSV fosse trasformato in qualche modo in DNA ed integrato nel cromosoma della cellula ospite. Per analogia con quanto si conosceva dei profagi lisogeni, Temin battezzò l'ipotetico agente "provirus"; in realtà a quell'epoca non era ancora nota l'esistenza della transcrittasi inversa. Nel 1965 ad André Lwoff fu assegnato il premio Nobel per la medicina per i suoi studi sulla lisogenia dei profagi e per aver previsto l'esistenza di meccanismi simili nelle cellule eucariote. Il concetto di integrazione del genoma virale nelle cellule somatiche dell'ospite fu dimostrato solo nel 1968.